# Higginson (Arkansas)
Higginson – miasto w Stanach Zjednoczonych, w stanie Arkansas, w hrabstwie White.